# تينا هيث
تينا هيث (بالإنجليزية: Tina Heath)‏ هي مقدمة تلفزيونية ومذيعة وممثلة بريطانية، ولدت في 1953.

## وصلات خارجية
- تينا هيث على موقع IMDb (الإنجليزية)